# Brown Derby

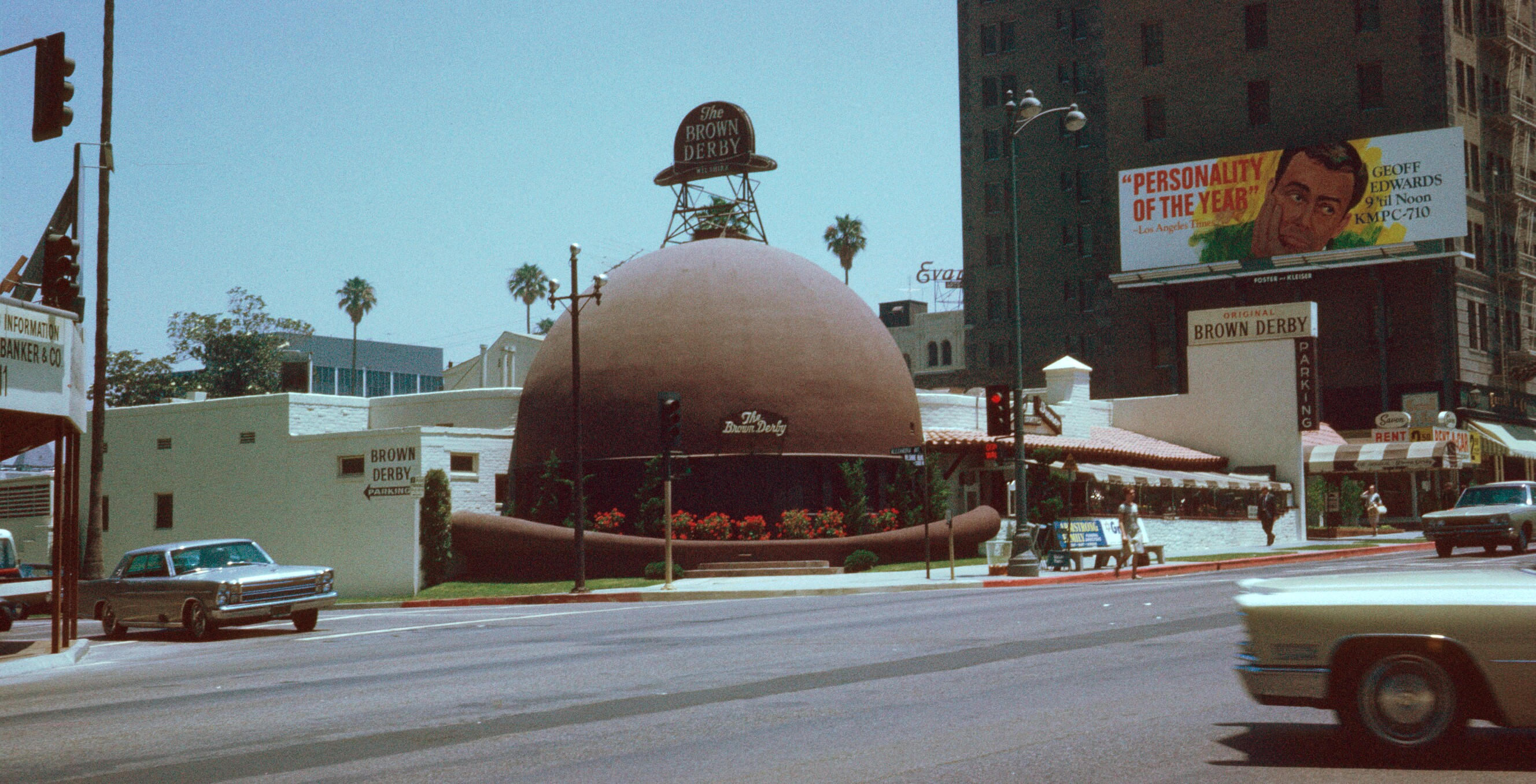
Brown Derby

Il Brown Derby era una catena di ristoranti statunitensi.

## Storia
Grazie a Robert H. Cobb e Herbert Somborn venne aperto il primo dei ristoranti, il Wilshire Boulevard Brown Derby nel 1926, mentre il secondo venne aperto anni dopo, l'Hollywood Brown Derby il 14 febbraio 1929: Fra i clienti abituali ebbe numerose star di Hollywood e celebri giornalisti come Louella Parsons e Hedda Hopper.
Secondo una delle versioni rilasciate da Norman Brokaw fu il luogo di incontro fra Marilyn Monroe e il suo futuro marito Joe Di Maggio.
Il terzo ristorante, il Beverly Hills Brown Derby, venne costruito nel 1931.
Si pensa che presso l'Hollywood Brown Derby sarebbe nata l'insalata Cobb, oggi famosissima in tutti gli USA.